# HTML Tidy
HTML Tidy是一個能夠HTML文件的錯誤及整齊的排列代碼（即縮排）的軟件及函式庫。
HTML Tidy是由W3C的Dave Raggett開發，其後成為一個Sourceforge的專案，其源碼是使用ANSI C寫成，而適用於不同作業系統的執行檔則可因此而編譯而成。而HTML Tidy是根據W3C license（寬鬆的BSD許可證）授權下發佈。

## 功能
修正HTML錯誤如：
- 遺漏元素結束標籤或錯配元素標籤
- 補回遺漏的項目（例如一些元素標籤，引號等...）
- 回報文件是否使用私有的HTML元素或擴展
- 根據預先設定的風格改變排版
- 將某些編碼的字元轉換至HTML字符編碼
- 清理呈現式元素

## 外部連結
- HTML Tidy專案頁面（页面存档备份，存于）
- 使用HTML TIDY整理HTML文件（页面存档备份，存于）
- 線上版的HTML Tidy（页面存档备份，存于）
- HTML Tidy service線上版的HTML Tidy（w3.org）
- 基於HTML Tidy的Mozilla/Firefox擴充元件，用於驗證HTML文件（页面存档备份，存于）